# Иоаким (архиепископ Кипрский)
Архиепископ Иоаким II (греч. Αρχιεπίσκοπος Ιωακείμ Β΄; умер в 1828) — епископ Кипрской Православной Церкви, Архиепископ Новой Юстинианы и всего Кипра.

## Биография
До возведения на архиепископскую кафедру исполнял обязанности эконома монастыря апостола Варнавы близ Фамагусты. В совершенстве владел турецким языком.
В марте 1821 года в Греции вспыхнуло национально-освободительное восстание. 9 июля 1821 года наместник острова Кипр, входившего в состав Османской империи, Кючюк Мехмет казнил 486 греков-киприотов, а том числе предстоятеля Кипрской церкви архиепископа Киприана, митрополитов, игуменом монастырей и других представители высшего духовенства, знатных и влиятельных греков-киприотов, старост сельских общин, имущество которых должно было экспроприировано. Иоаким казнён не был, но удерживался в тюрьме как заложник.
Так как на Кипре не осталось одного епископа — архиепископ и трое митрополитов были казнены, а единственный спасшийся епископ Тримифунтский Спиридон бежал в Рим — для замещения вдовствующих кафедр Кючюк Мехмет приказал привести из тюрьмы находившихся у него в качестве заложников четырёх клириков: Иоакима, архидиакона Пафской митрополии Панарета, архимандрита Леонтия и Киринийского экзарха Дамаскина. Их привезли в архиепископскую резиденцию на тех же мулах, на которых ранее доставили к месту казни архиепископа Киприана и трёх митрополитов. Кючюк Мехмет провозгласил архимандрита Иоакима архиепископом Кипрским, архидиакона Панарета — митрополитом Пафским, архимандрита Леонтия — митрополитом Китийским, а экзарха Дамаскина — митрополитом Киринийским. Они просили патриарха Константинопольского Евгения II ходатайствовать перед Антиохийским патриархом Серафимом об отправлении на Кипр трёх епископов для совершения хиротонии. После колебаний Патриарх Евгений обратился к Патриарху Серафиму, и тот в декабре 1821 года отправил на Кипр епископа Епифанийского Иоанникия, епископа Селевкийского Геннадия и епископа Эмесского Мефодия, которые 17 декабря 1821 года совершили архиерейское рукоположение архимандрита Иоакима.
К тому моменту Кипрская церковь была обременена огромными долгами, ещё более усугубившимися в связи с резнёй греческого духовенства. Для уплаты долгов Архиепископ Иоаким начал продавать церковное имущество, в том числе священную утварь, что вызвало гнев клира и мирян, которые обвиняли Иоакима в том, что он тратит вырученные средства на взятки турецким чиновникам. Кроме того, его обвиняли в безграмотности и неумении вести административные дела. Патриархи Константинопольский Анфим III и Антиохийский Мефодий не смогли примирить Иоакима II и недовольное им духовенство. Среди его политических промахов было враждебное поведение по отношению к французским клирикам и купцам Ларнаки.
Под давлением турецких властей. архиепископ Иоаким был вынужден уйти на покой 21 мая 1824 года. Его преемником стал митрополит Киринийский Дамаскин. О дальнейшей судьбе бывшего архиепископа Иоакима ничего не сообщается, кроме того, что он умер приблизительно в 1828 году.